# Maarten ter Hofte
Maarten ter Hofte (* 3. Oktober 2003 in Hof van Twente) ist ein niederländischer Rollstuhltennisspieler.

## Karriere
Maarten ter Hofte wurde mit einer Spina bifida geboren, was dazu führte, dass er seit 2016 auf den Rollstuhl angewiesen ist. Zu dieser Zeit begann er mit dem Rollstuhltennis. Im November 2021 war er Dritter der Juniorenweltrangliste.
Er hat sowohl bei Junioren wie Senioren mehrere Turniere niedrigerer Kategorie im Einzel oder Doppel gewonnen, sein bevorzugter Belag ist Sandplatz.
2024 nahm er an den Sommer-Paralympics in Paris teil. Im Einzel unterlag er in der ersten Runde Frédéric Cattaneo in zwei Sätzen, mit seinem Doppelpartner Ruben Spaargaren erreichte er das Viertelfinale. Dort mussten sich die Niederländer den späteren Goldmedaillengewinnern Alfie Hewett und Gordon Reid geschlagen geben.